# Terra degli uomini
Terra degli uomini (Terre des hommes) è un romanzo di Antoine de Saint-Exupéry scritto nel 1939 e tradotto in italiano anche col titolo Vento, sabbia e stelle. È un'opera molto intima e riflessiva dell'autore che riafferma la profondità del suo spirito.

## Trama
(Antoine de Saint-Exupéry, Incipit de Terra degli uomini, 1939)
Il romanzo è una galleria di avventure aeronautiche nei cieli del mondo, di memorie autobiografiche, di riflessioni e appunti di viaggio, stesi e concatenati durante la lunga convalescenza dopo un incidente aereo dell'autore. Infatti, l'elemento centrale della storia è il suo incidente con il suo navigatore André Prévot nel Sahara nel 1935, in cui i due uomini rischiarono la morte per disidratazione.

## Caratteristiche
È composta da una serie di racconti a sfondo autobiografico, con spunti e riflessioni dell'autore su temi a lui cari: l'uomo è responsabile del proprio destino e di quello degli altri uomini, suoi fratelli; la Terra, maestra di coraggio e di gioia; la morte, approdo sereno per chi compie la missione che è di tutti: unire gli uomini,
Anche se in apparenza il libro appare slegato, risulta invece saldamente unito nello spirito di fratellanza e di eroismo di cui è permeato.
Questa opera è stata premiata come miglior romanzo dall'Académie Française nel 1939.

## Riferimenti nella cultura
A questo libro è ispirato l'omonimo brano di Jovanotti di Backup - Lorenzo 1987-2012: Terra degli uomini.

## Edizioni
- Antoine de Saint-Exupéry, Terra degli uomini, Mursia, 2013,  pp. 176, ISBN 978-88-425-5313-7.